# Base Aérea de Manises
La Base Aérea de Manises fue una base militar española con sede en Manises (Valencia). Fue creada después de la Guerra Civil Española, en 1944; y fue clausurada en 1999.

## Historia
La base aérea de Manises se fundó en 1944. En 1955, gracias a los pactos de España con Estados Unidos, fueron enviados a la base 123 cazas Sabre F-86, que operaron durante las décadas de 1950 y 1960 en el Mediterráneo. Los dos escuadrones del Ala de Caza número 1 con sede en Valencia hicieron, hasta 1970, un total de 141.000 horas de vuelo a bordo de estos aviones de reacción plateados con toma de aire en el morro. La patrulla acrobática Ascua nació y trabajó en Valencia.

#### Intento de Golpe de Estado del 23-F
Según declaraciones del exminitro de Defensa Alberto Oliart, cuando el teniente general Jaime Milans del Bosch declaró el «estado de guerra» en la III Región Militar en la tarde del 23 de febrero de 1981, minutos después entró en contacto con el coronel en jefe de la base aérea de Manises. Ante la orden del teniente general, conminándole a poner a su disposición los aviones de la base, el coronel respondió que únicamente podía obedecer al Jefe del Estado Mayor del Ejército del Aire. Al parecer, el coronel dispuso que un caza Mirage perteneciente al Ala 11 de Combate del Ejército del Aire permaneciera en disposición de despegar por si una columna de tanques pretendiera ocupar la instalación aérea. El Mirage permaneció en pista durante varias horas a la espera de recibir la orden e iba armado con todo su potencial de fuego. Un segundo aparato Mirage, perteneciente a la misma unidad, también estaba preparado para actuar. Oliart afirmó que puesto al habla con el jefe del Estado Mayor de la III Región, coronel Diego Ibáñez Inglés, el responsable de la base aérea amagó con un ataque inmediato.

#### Clausura
Por necesidades del mando táctico del Ejército, la Base Aérea de Manises fue desmantelada y cerrada el 29 de julio de 1999, tras 55 años de historia. Dos aviones fueron trasladados al Parque del Oeste y a la Ciudad de las Artes y de las Ciencias de la capital valenciana.